# Exocentrus rufithorax
Exocentrus rufithorax là một loài bọ cánh cứng trong họ Cerambycidae.